# Kabinett Köhler II
Das Kabinett Köhler II bildete vom 23. November 1926 bis 3. Februar 1927 die Landesregierung von Baden.
Die Amtszeit des Staatspräsidenten und seines Stellvertreters betrug laut Verfassung ein Jahr. In seiner 2. Sitzung vom 23. November 1926 wählte der Landtag den Staatspräsidenten und dessen Stellvertreter. Die übrigen Minister waren seit Beginn der Wahlperiode 1925 im Amt und mussten nicht neu gewählt werden. Lediglich Innenminister Adam Remmele war zu Beginn der Sitzung als Kultusminister zurückgetreten, so dass hierfür ein Nachfolger gewählt werden musste.
| Amt                   | Name                                                   | Partei |
| --------------------- | ------------------------------------------------------ | ------ |
| Staatspräsident       | Heinrich Köhler                                        | Z      |
| Inneres               | Adam Remmele auch Stellvertreter des Staatspräsidenten | SPD    |
| Justiz                | Gustav Trunk                                           | Z      |
| Kultus und Unterricht | Otto Leers                                             | DDP    |
| Finanzen              | Heinrich Köhler                                        | Z      |
| Staatsräte            | Ludwig Marum Josef Weißhaupt                           | SPD Z  |